# Молекулярная рефракция
Молекулярная рефракция (мольная рефракция) — мера электронной поляризуемости вещества, она имеет размерность объёма, по порядку величины совпадает с объёмом всех молекул в граммолекуле. Из этого следует, что порядок величины R должен совпадать с поправкой на объём в уравнении Ван-дер-Ваальса, что подтверждается значениями этих величин, полученными во время опытов. Связывает молекулярную поляризуемость вещества с его показателем преломления n:
{\displaystyle R_{M}={\frac {(n^{2}-1)}{(n^{2}+2)}}{\frac {M}{\rho }},}
где M — молекулярная масса вещества, а ρ — его плотность.